# John Magufuli
John Pombe Joseph Magufuli (Chato, 29 de octubre de 1959-Dar es-Salaam, 17 de marzo de 2021) fue un político, químico, matemático y profesor tanzano. Desde el 5 de noviembre de 2015 hasta la fecha de su muerte el 17 de marzo de 2021 fungió como el quinto presidente de Tanzania siendo el primer titular en morir en funciones con el período más corto. Había revalidado su mandato en las elecciones generales de octubre de 2020 con casi un 85 %. Durante la crisis de la COVID-19 destacó por su posición negacionista. Magufuli manifestó su respeto a la constitución tanzana por lo que no buscaria un tercer mandato según un portavoz del partido.

## Biografía

### Inicios y formación
Nacido en la población tanzana de Chato, el 29 de octubre de 1959 durante la época de la colonia británica de "Tanganica" (actual Tanzania), en una familia pobre. Vivía en una pequeña casa de paja, cuidando el ganado y vendiendo leche y pescado para mantener a su familia.
En 1994 obtuvo su título de grado Bachelor of Science, en grado de especialización en Química y Matemáticas y también se tituló en magisterio por la Universidad de Dar es-Salam. A los pocos años también obtuvo una maestría y un doctorado en Ciencias químicas por la misma universidad.
Trabajó durante un tiempo como profesor en la Escuela Secundaria Sengerema y más tarde como químico industrial. Era católico y padre de cinco hijos.

### Carrera política
En 1977 se unió al partido político Chama Cha Mapinduzi (CCM), tras ser fundado en el mes de febrero de ese mismo año. Años más tarde en las Elecciones generales de Tanzania de 1995 se presentó en las listas de su partido en representación de los distritos de Biharamulo y su natal Chato, la cual ganaron las elecciones y logró ser escogido por primera vez como diputado del Parlamento de Tanzania. Durante esa legislatura comenzó trabajando en el gabinete del nuevo presidente Benjamin William Mkapa, como viceministro de Obras.
Seguidamente tras haber sido reelegido el mismo gobierno en las Elecciones del 2000, pasó a ser ministro de Obras. En las Elecciones de 2005 volvieron a ganar, pero esta vez con nuevo presidente: Jakaya Mrisho Kikwete, el cual lo nombró como ministro de Tierras y Desarrollo de Asentamientos humanos, hasta 2008 que fue ministro de Ganadería y Pesca. Luego tras ser elegido otra vez el mismo gobierno en las Elecciones de 2010, volvió a ocupar el cargo de ministro de Obras.
Tras el anuncio del presidente Jakaya Mrisho Kikwete diciendo que no se volvía a postular en el cargo, el día 12 de julio de 2015 John Magufuli, durante un congreso interno fue elegido como líder del partido y candidato presidencial, superando en ello a las políticas Asha-Rose Migiro y Amina Salum Ali.
A pesar de que en las Elecciones Generales celebradas el 25 de octubre de 2015 tuvo a Edward Lowassa como un fuerte rival, John finalmente fue declarado ganador por la Comisión Nacional Electoral, tras haber recibido el 58 % de los votos. Fue elegido sobre una plataforma de "recuperación de la soberanía económica frente a las instituciones financieras internacionales", según el académico y politólogo Rwekaza Mukandala. 
Seguidamente el 5 de noviembre de este mismo año fue investido como 5.º presidente de Tanzania. Sus primeros nombramientos como presidente en su gabinete, fueron a Mizengo Pinda como primer ministro y a Samia Suluhu como vicepresidenta.

### Presidente de Tanzania

#### Austeridad y política anticorrupción
Apodado "El Bulldozer", su mandato se caracterizó por una lucha enérgica contra la corrupción.
Al día siguiente de su toma de posesión, John Magufuli se embarcó en un importante plan de recorte del gasto público, que incluye la reducción del coste de la ceremonia de investidura del nuevo parlamento de 100 000 a 7000 dólares (de 92 000 a 6460 euros).
También ha tomado medidas para reducir el presupuesto destinado a actos y viajes oficiales, limitando el número de miembros de las delegaciones y prohibiendo los viajes en clase preferente de los ministros, así como suprimiendo las dietas de los diputados y cancelando las tradicionalmente fastuosas celebraciones del Día Nacional. Magufuli dice que "es simplemente vergonzoso que estemos gastando tanto dinero para celebrar 54 años de independencia cuando nuestra gente está muriendo de cólera" y decide redirigir el dinero ahorrado a una campaña de limpieza para luchar contra el cólera.
En el 2017 se transparentó su sueldo mensual, el cual bordeaba los 4000 dólares, uno de los más bajos entre los líderes de países africanos.
Su política es inusual en un continente donde, en general, "la corrupción y la malversación de fondos públicos son una forma de vida" en los círculos dirigentes, según el diario sudafricano The Citizen.

#### Proyectos de desarrollo económico
El país ha modificado las leyes que rigen la adjudicación de contratos mineros, otorgándose a sí mismo el derecho de renegociarlos o rescindirlos en caso de fraude comprobado. La nueva legislación también elimina el derecho de las compañías mineras a recurrir al arbitraje internacional. La disputa fiscal con Acacia Mining, acusada de haber subestimado significativamente su producción de oro durante años, finalmente resultó en un acuerdo: Tanzania obtiene el 16 % de las acciones de las minas en manos de la multinacional. Sin embargo, esta política anticorrupción también ha "asustado a los inversores, que ahora temen tener que lidiar con la justicia tanzana, y ha debilitado el crecimiento", según Zitto Kabwe, uno de los líderes del partido de oposición Chadema.
El gobierno tanzano se está embarcando en un importante programa de desarrollo de infraestructuras, especialmente en el sector ferroviario. Se prevé que el pequeño puerto pesquero de Bagamoyo, al que se han asignado 10 000 millones de dólares de inversión, se convertirá en el puerto más grande de África en 2030. Tanzania se ha acercado a China, que promete apoyar proyectos económicos. En respuesta a esta nueva orientación diplomática y a la falta de democracia, los Estados Unidos suspenden su participación en la Cuenta del Desafío del Milenio, un fondo bilateral de desarrollo.
Bajo su presidencia, Tanzania experimentó uno de los mayores índices de crecimiento económico del continente (6 % de media anual según el FMI) y pasó de la categoría de países de renta baja a la de renta media.

#### Giro autoritario
Sus detractores le cuestionaron como líder "antidemocrático". A pesar de ello revalidó su mandato en las elecciones celebradas en octubre de 2020 logrando casi el 85 % de los votos aunque hubo acusaciones de fraude.

#### Crisis de COVID-19
Magufuli se convirtió en uno de los mayores negacionistas mundiales de la COVID-19. Admitía que el virus existía en otros países pero no en Tanzania.  En marzo de 2020, tras detectarse el primer caso de COVID-19 en el país, el presidente aseveró que «el corona[virus] no puede sobrevivir en el cuerpo de Cristo». Su política se basó entonces en pedir a sus compatriotas "rezar" para combatir la enfermedad y en criticar las medidas de Occidente. Desde finales de abril de 2020, Tanzania no publica ninguna cifra oficial de la enfermedad, lo que dejó estancados los contagios en 509, de los que 21 acabaron en muertes. En el mes de junio de 2020 declaró superada la pandemia en el país gracias a la intervención divina y desde entonces la información sobre la pandemia se mantuvo en secreto en este país. El 2 de febrero de 2021 Magufuli y la Iglesia católica de Tanzania se enfrentaron por la gestión de la pandemia. La iglesia advirtió a la población que tuviera precaución en la segunda ola del virus mientras Magufuli en sus intervenciones advertía a la población contra las vacunas fabricadas en el extranjero. A finales de enero del 2021 en un discurso dijo al respecto: «Deberían mantenerse firmes. Las vacunas son peligrosas. Si el hombre blanco fue capaz de elaborar vacunas, él ya debería tener una vacuna para el SIDA, la tuberculosis, malaria y el cáncer». En febrero de 2021, Tanzania era uno de los pocos países de África que no realizó solicitud de compra de vacunas para la COVID-19. Antes de su muerte sugirió a los ciudadanos que utilizasen mascarillas de fabricación nacional en un aparente giro de su política negacionista.

### Muerte
Falleció el 17 de marzo de 2021, en extrañas circunstancias, tras dos semanas de ausencia de la vida pública de las que no se ofrecieron detalles. La causa oficial de su muerte fue problemas cardíacos, aunque según la oposición en realidad habría fallecido tras contagiarse de COVID-19. La vicepresidenta Samia Suluhu anunció su fallecimiento en un mensaje televisivo a la nación, asumiendo la presidencia del país conforme la constitución para el resto de mandato hasta 2025. Durante el funeral de Magufuli, el 21 de marzo, se produjo una estampida humana que se saldó con la muerte de 45 personas.